# Hwang Kwang Sung
Hwang Kwang-sung (n. 13 de septiembre de 1942, Daegu, Corea ocupada) es un artista marcial coreano, maestro y figura destacada en la historia del Taekwondo. Reconocido a nivel mundial como uno de los primeros practicantes de Taekwondo en recibir el título de Gran Maestro (9.º DAN) de manos del propio fundador de la disciplina, el General Choi Hong-hi, está considerado como el primer practicante de nacionalidad coreana en alcanzar dicha graduación, motivo por la cual es conocido también por las siglas K-9-1 (K = Coreano, 9 = 9.º DAN y 1 = Primero), las cuales etimológicamente significan "Primer 9.º DAN coreano".
Fue durante mucho tiempo uno de los más activos colaboradores del General Choi en sus últimos años de vida, ocupando distintos cargos dentro de Federación Internacional de Taekwondo, entre ellos el de Vocero, Presidente de los Comités de Fomento y de Fusión del Taekwon-Do, miembro del Comité de Políticas y Secretario General de la ITF. Al mismo tiempo, fue también Director del Equipo Senior de Taekwon-Do de los Estados Unidos entre 1989 y 1992, y Director del Equipo Junior del mismo país para cada Campeonato Mundial Junior de la ITF, desde 1990 hasta 2002.
Tras la muerte del General Choi en el año 2002 y en vistas de las distintas divisiones sufridas por ITF, el maestro Hwang trabajó en pos de evitar nuevas escisiones y por la reunificación de ITF. Finalmente, en 2004 terminó tomando la decisión de crear su propia división dentro de ITF, dándola a conocer como Unified ITF, alegando como principal premisa para su constitución, la necesidad de preservar el legado del General Choi. Finalmente y tras varios años pregonando el estilo ITF, en 2017 decide dar entidad definitiva a su organización al rebautizarla como Unified Taekwondo, independizándose por completo de la Federación Internacional de Taekwondo, pero manteniendo los estilos originales profesados por el General Choi.

## Biografía

### Primeros años
Hwang Kwang-sung nació en el año 1942 en la ciudad de Daegu, durante el período de ocupación por parte del Imperio Japonés de la península de Corea y en pleno conflicto armado de la Segunda Guerra Mundial. Inició su camino en las artes marciales cuando contaba sus primeros 11 años, tomando clases de Tang Soo Do. Tras finalizar sus estudios secundarios, ingresó a la Universidad Nacional de Kyungpook, donde estudió ciencias políticas. Luego de ello, ingresó a la Escuela de Candidatos para Oficiales de Infantería de la República de Corea, graduándose como subteniente. Tras esto, en 1964 se unió a las filas del Ejército Coreano, recibiendo el grado de comisionado y sirviendo como aerotransportista y oficial guardabosques. Asimismo, prestó servicio para su ejército estableciéndose en Vietnam.

### Inicios en el Taekwondo
Fue en el año 1965, cuando por intermedio de un alumno del General Choi, tuvo sus primeros contactos con la disciplina del Taekwondo. Observando a su camarada, Hwang comenzó a interesarse en la práctica de esta disciplina, por lo que terminó elevando una petición para unirse a la Escuela de Instructores de Taekwon-Do del Ejército de Corea, siendo finalmente aceptado. De esta forma Hwang comenzó a recibir sus primeras instrucciones, teniendo como maestro al propio fundador de la disciplina, el General Choi Hong-hi. Tras haber entrenado todos los días sábado de cada mes, finalmente en el año 1968 recibió su primera graduación como instructor de Taekwondo.
En 1971, Hwang impartió su primera clase acreditada como instructor al ser invitado al Manchester Community Technical College de Manchester (Connecticut), en los Estados Unidos, mientras que en 1972 decidió abrir su primera escuela de Taekwondo ITF y terminar por afincarse en dicho país. Esta determinación, terminó por acercarlo nuevamente al General Choi, quien se había mudado a vivir a Canadá. De esta manera y junto a otros instructores, Hwang comenzó a recibir nuevas lecciones en forma privada por parte de Choi.
En 1974, Hwang Kwang-sung se recibió en un curso de Instructores y Árbitros de ITF dictado por el General Choi en Montreal, Canadá. Tras esto, continuó trabajando y entrenando a las órdenes de Choi, convirtiéndose en uno de sus más cercanos colaboradores. La estrecha relación entre Choi y su alumno Hwang quedó reflejada luego de la creación en 1989 de la Unión de Taekwondo Coreo-Americana (KATU, según sus siglas en inglés), siendo Hwang elegido presidente de esta organización y ocupando este cargo durante todo el tiempo de existencia de la misma.

### K-9-1
En 1989, Hwang fue elegido para desempeñar el cargo de Director del Equipo Senior de Taekwondo de los Estados Unidos para cada campeonato organizado por ITF. En este cargo, se mantuvo hasta el año 1992. Paralelamente, en 1990 fue designado como Director del Equipo Junior, con la misma funcionalidad. Con el paso del tiempo comenzó a involucrarse en el directorio mismo de la ITF, desempeñando sucesivamente los cargos de Portavoz oficial, Presidente de los Comités de Promoción y Fusión y Secretario General de la ITF, pero principalmente, tuvo el honor de desempeñar el cargo de asistente especial del General Choi.
Finalmente, el 08 de diciembre de 1997 se produjo la graduación final de Hwang Kwang-sung como Gran Maestro, recibiendo de manos del propio General Choi el título de 9.º DAN, siendo a su vez el tercero de los primeros maestros en recibir tal graduación y el primero de nacionalidad coreana en hacerlo, razón por la cual su título es conocido por la nomenclatura K-9-1, cuyo significado etimológico es "Primer 9.º DAN graduado de Corea". Esto se debe, a que sus predecesores Rhee Ki-ha y Charles Sereff, fueron graduados pero en representación del Reino Unido y los Estados Unidos respectivamente.
A partir de esta graduación, Hwang continuó trabajando al lado de Choi como su asistente personal, al punto tal de haber acompañado al General a tomar su último vuelo desde Canadá hacia Corea del Norte. La noticia del próximo deceso del fundador del taekwondo, provocó que el Gran Maestro Hwang se traslade hacia Corea del Norte para acompañar a su mentor en sus últimas horas y volviendo a servirle como asistente al tomar registro de sus últimos deseos, antes de fallecer.

## Carrera marcial
| Taekwondo ITF       | Taekwondo ITF            |
| Nivel de graduación | Fecha de graduación      |
| ------------------- | ------------------------ |
| K-9-1 (9.º DAN)     | 12 de agosto de 1997     |
| K-8-16 (8.º DAN)    | 5 de febrero de 1989     |
| K-7-51 (7.º DAN)    | 1.º de noviembre de 1981 |
| K-6-107 (6.º DAN)   | 28 de abril de 1975      |
| K-5-213 (5.º DAN)   | 6 de febrero de 1971     |
| K-4-197 (4.º DAN)   | 20 de febrero de 1970    |
| K-3-40 (3.º DAN)    | 18 de septiembre de 1968 |
| Tang Soo Do         |                          |
| Nivel de graduación | Fecha de graduación      |
| 2.º grado           | 1961                     |
| 1.º grado           | 1957                     |

- [3]

## Artículos relacionados
- Choi Hong-hi
- Taekwondo
- Federación Internacional de Taekwondo